# パワーマット・テクノロジーズ
パワーマット・テクノロジーズ（英語: Powermat Technologies Ltd）とは非接触電力伝送ソリューション開発企業でスマートフォンやその他携帯端末に対応するワイヤレス充電ケース、ワイヤレス充電マットが最もよく知られている。同社の誘導性充電技術はOEM端末に組み込まれたり、デュラセル・パワーマットのブランド名で流通企業向けに売り込んでいる。

## 歴史
2006年にラン・ポリアキンが設立し、2009年に最初の賞品を発売した。以降、世界中の大手流通企業に向けて自社商品を100万台販売した。
2011年1月、ゼネラル・モーターズは2013年発売のシボレー・ボルト (ハイブリッドカー)のシリーズの一部にパワーマットのワイヤレス充電技術を採用することと、パワーマットに500万ドル出資する予定であることを発表した。 
同年9月、パワーマットとプロクター・アンド・ギャンブルはデュラセル・パワーマットというブランドを立ち上げるためにジョイント・ベンチャーを設立、2012年1月に活動を開始した。2月、エンターテイナーのジェイ・Zがベンチャーの「顔と声」として契約し、同社に出資したと発表。マディソン・スクエア・ガーデンとの提携では、2012年中期よりスイートや他のエリアの多くにデュラセル・パワーマットが使用可能になった。ニューヨーク市にあるジェイ・Zの40/40クラブでも全体に充電ホットスポットがありサイドテーブルや他のエリアに組み込まれている。2012年10月、パワーマットとスターバックスが実験的にボストンエリアのスターバックス一部店舗にあるパワーマットを使った充電が可能なテーブルを導入することを発表した。

## Wireless Power Standards Alliance
2012年3月、パワーマット・テクノロジーズはプロクター・アンド・ギャンブルと共にパワー・マターズ・アライアンス(PMA)を設立した。牽引する業界と政府的組織の連合であるPMAはスマートかつ環境的なワイヤレス充電の推進に全力を尽くす。IEEEの支援、消費者による毎日の充電インタラクションをワイヤレスで環境的でスマートに見直すことを目的として設立されたPMAは高度なワイヤレス充電を家や移動中に行うために必要な標準のスイートを開発することで既存の無線充電技術で構築している。AT&Tとスターバックスが2012年10月にPMAに参加したと発表した。